# كجوت
كجوت هي قرية في مقاطعة ماكو، إيران. يقدر عدد سكانها بـ 905 نسمة بحسب إحصاء 2016.